# Envy (группа)
Envy (англ. envy — зависть) — хардкор группа из Японии, творчество которой с музыкальной точки зрения напоминает песни Yaphet Kotto и Mogwai. Группа записала три EP и три альбома в Японии, а также ряд сплитов с такими коллективами, как This Machine Kills, Endeavor, Six Pence и Yaphet Kotto.
За время своего существования, группа успела побывать в двух турне по США с друзьями по лейблу, Malady, и отыграть неисчислимое количество концертов в Японии совместно с Mogwai, Isis, Melt Banana и Hot Cross. Также в послужном списке команды два турне по Азии и участие в значимых концертах Гонконга, Китая и Кореи. В 1998 и 2001 годах, Envy отправились с концертами в Европу. В марте 2004 года команда путешествовала по Англии, в том числе выступив на All Tomorrow's Parties Festival.

## Состав
- Tetsuya Fukagawa (вокал/синтезатор)
- Nobukata Kawai (гитара)
- Masahiro Tobita (гитара)
- Manabu Nakagawa (бас-гитара)
- Dairoku Seki (барабаны) Yoshimitsu Taki (гитара)

## Дискография

### Альбомы
- Breathing And Dying In This Place CD (H.G. Fact) (1996)
- From Here To Eternity LP/CD (H.G. Fact) (1998)
- Angel’s Curse Whispered In The Edge Of Despair (мини-альбом) LP/CD (H.G. Fact) (1999)
- Eyes Of A Single-Eared Prophet (мини-альбом) CD (H.G. Fact) (2000)
- All The Footprints You’ve Ever Left And The Fear Expecting Ahead LP/CD (H.G. Fact/Molaire Industries/Dim Mak/Rock Action) (2001)
- A Dead Sinking Story (Sonzai/Level Plane/Nova Recordings/Rock Action) (2003)
- Compiled Fragments 1997—2003 CD (Sonzai) (2005)
- Insomniac Doze LP/CD (Sonzai) (2006)
- Abyssal (мини-альбом) CD (Sonzai) (2007)
- Self Titled (2008)
- Recitation (2010)
- Atheist’s cornea (2015)
- The Fallen Crimson (2020)

### Компиляции и 7"s
- Far East Hardcore Comp LP/CD (Got’s Pop/Slam Records)
- Platform Comp 7" (Never Shown Face)
- No Fate Comp CD (H.G. Fact)
- For Ugly For Beautiful Vol. 3 Comp CD (Lunch Service Records)
- Split 7" with Sixpence (H.G. Fact)
- Split 7" with Endeavor (H.G. Fact)
- Eyes Of Final Proof 7" (H.G. Fact)
- Split 7" with This Machine Kills (H.G. Fact)
- Burning Out Memories 10" (Molaire Industries)
- Last Wish 7" (H.G. Fact)
- Lucky Thirteen Comp LP (Nova Recordings)
- Split CD with Iscariote (Waiting for an Angel/Sonzai/Level Plane; 10" released by Pure Pain Sugar/Code Of Ethics)
- Split CD with Yaphet Kotto and This Machine Kills (Sonzai) (2003)
- «Split w/ Jesu» CD (Daymare Recordings) (2008)
- «Split Full-Length w/ Thursday» LP/CD (Temporary Residence Limited) (2008)

### DVD
- Transfovista DVD (Sonzai) (2007)